# Grão-mestre

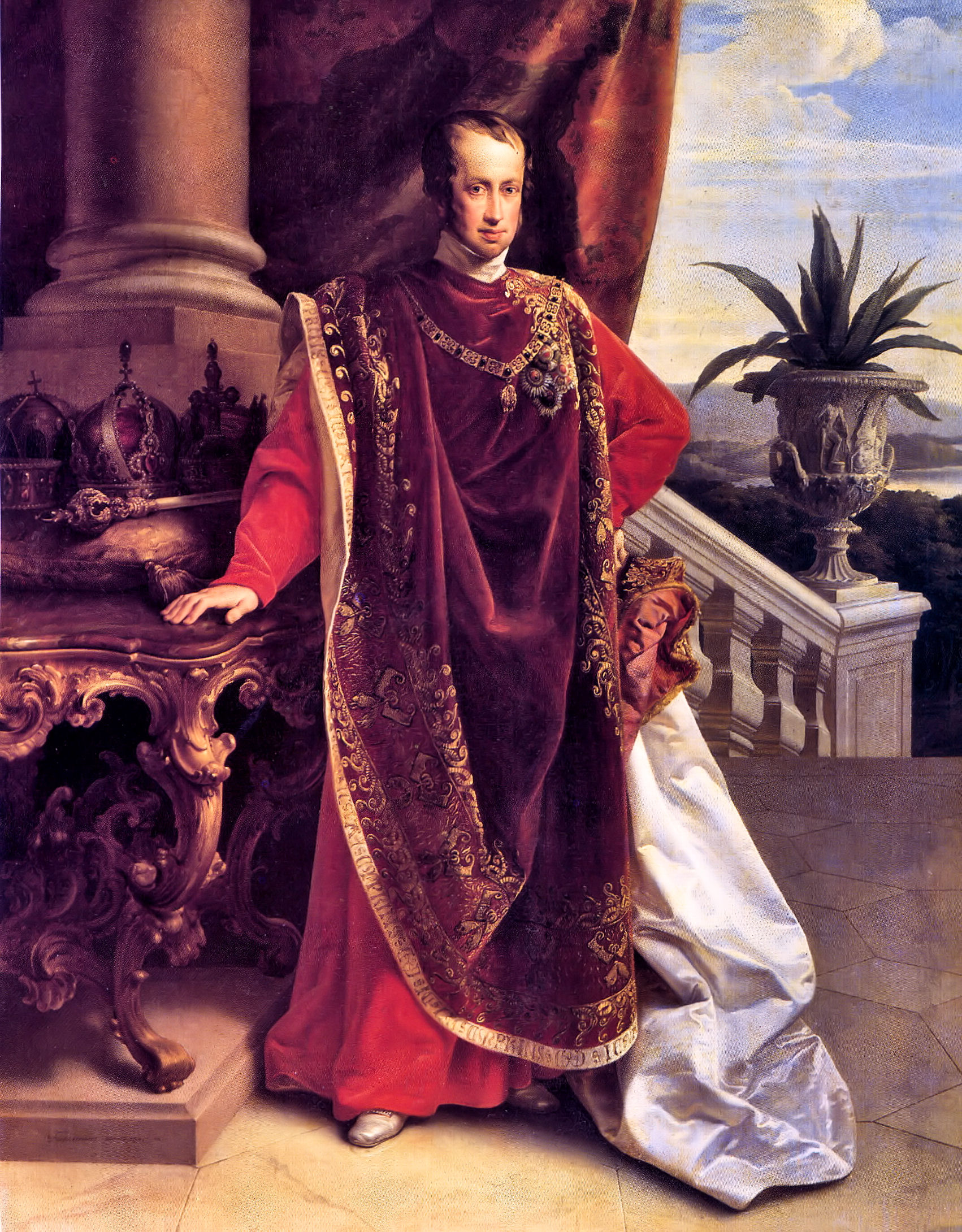
O Imperador Fernando I da Áustria na sua qualidade de Grão-Mestre da Ordem do Tosão de Ouro

Título de Grão-mestre ou Grande Mestre é o mais alto grau em ordens honoríficas ou de mérito, isto é, título dada a máxima autoridade de uma ordem, tem poder quase absoluto, geralmente limitado no tempo por uma eleição entre os membros da ordem a que pertence. Era apenas usado para designar os líderes das ordens de cavalaria, maçonaria, ordens militares, ordens religiosas, atualmente é também atribuído ao Chefe de Estado ou a algum outro soberano do país aonde se instituiu a ordem.
Na Maçonaria este título é utilizado para designar o mais alto representante de uma Grande Loja (ou Potência ou Obediência Maçônica), ou seja, título dado ao responsável pela direção de uma potência maçônica estadual ou nacional (conjunto de Lojas maçônicas de um mesmo rito de trabalho e de obediência ao mesmo Grande Oriente).
Na Maçonaria, o Grão Mestre não pode ter crença religiosa definida e não deve manifestar preconceitos e provocar polêmicas de natureza política ou religiosa, embora tenha liberdade de crença garantida. Embora nos países cristãos usualmente seja adepto do Cristianismo e acredite em Deus, chamado de "Grande Arquiteto do Universo" (superior a todas as inteligências e capacidades conhecidas e a descobrir). A Maçonaria é uma ordem supra-religiosa, pois são aceitos pessoas de diferentes religiosidades. Em função de que a maçonaria professa a crença em um ser supremo, o ateísmo constitui obstáculo para aceitação de um novo membro.
A destituição do Grão-mestre ocorre em caso de incapacidade ou por conduta perniciosa e nefasta para a ordem que gere. Para que a destituição ocorra é necessário o consenso dos órgãos superiores da ordem.